# Tâm Thắng
Tâm Thắng là một xã thuộc huyện Cư Jút, tỉnh Đắk Nông, Việt Nam.

## Địa lý
Xã Tâm Thắng nằm ở phía đông nam huyện Cư Jút, có vị trí địa lý:
- Phía đông và phía nam giáp xã Hoà Phú, thành phố Buôn Ma Thuột, tỉnh Đắk Lắk với ranh giới là sông Srêpốk
- Phía tây giáp thị trấn Ea T'ling
- Phía bắc giáp xã Nam Dong.

Xã Tâm Thắng có diện tích 21,47 km², dân số năm 2019 là 13.671 người, mật độ dân số đạt 637 người/km².

## Hành chính
Xã Tâm Thắng được chia thành 15 thôn: 1, 2, 3, 4, 5, 6, 7, 8, 9, 10, 11, 12, 13, 14, 15 và 4 buôn: Buôr, Ea Pô, Nui, Trum.

## Lịch sử
Trước đây, Tâm Thắng là một xã thuộc thị xã Buôn Ma Thuột, được thành lập vào ngày 14 tháng 9 năm 1989 trên cơ sở tách một phần diện tích và dân số của xã Ea T'ling.
Ngày 19 tháng 6 năm 1990, huyện Cư Jút được thành lập, xã Tâm Thắng chuyển sang trực thuộc huyện Cư Jút như hiện nay.
Ngày 18 tháng 6 năm 2020, Bộ Xây dựng ban hành Quyết định số 818/QĐ-BXD về việc công nhận thị trấn Ea T'ling mở rộng (gồm thị trấn Ea T'ling và xã Tâm Thắng) là đô thị loại IV.